# Ming Freeman
Ming Freeman, nascido em Taiwan é um tecladista e pianista, diretor musical, compositor e produtor que já percorreu ou gravou com os seguintes artistas: Joni Mitchell, Yanni, Ronnie Leis, Chuck Negron, Jeffrey Osborne, Paula Abdul, Sheena Easton, Gladys Knight, Jean Carne e Michael Henderson. Ming Freeman é atualmente integrante da banda do artista Yanni 